# Абдулино
Абду́лино — город в России, в Оренбургской области. Город является административным центром Абдулинского района, в состав которого не входит, и Абдулинского городского округа.

## География
Город расположен в Предуралье, на реке Тирис (приток реки Ик), в 254 км к северо-западу от областного центра города Оренбурга, недалеко от границы с Башкортостаном.

## История
Впервые упоминается в 1795 году как «новозаведённая деревня Абдулова» с населением в 37 человек, названная в честь старейшины Абдулы Якупова. С 1811 года стала называться Абдулино. Административно входило в состав Бугурусланского уезда. После постройки  в 1886—1888 годах Самаро-Златоустовской железной дороги становится железнодорожной станцией. В 1895 году компания «Перов и Зуев» построила за речкой Тирис завод для переработки гречихи на крупу. В Абдулино были построены крупная паровая мельница, элеватор. К началу XX века в селении проживали 3728 человек. В 1923 году Абдулино получило городской статус.

## Экономика
Промышленность, главным образом, представлена предприятиями пищевой промышленности (комбинат хлебопродуктов, молочный комбинат). Предприятия железнодорожного транспорта (завод по ремонту путевых машин, завод запчастей) и стройматериалов. Опытный завод сельскохозяйственных машин, другие предприятия. Железнодорожная станция на историческом Транссибе Куйбышевской железной дороги. Автомобильное сообщение осуществляется по дороге Р239 Казань — Оренбург.

## Население
| 1931    | 1939    | 1959    | 1967    | 1970    | 1979    | 1989    | 1991    | 1992    | 1996    |
| ------- | ------- | ------- | ------- | ------- | ------- | ------- | ------- | ------- | ------- |
| 15 100  | ↗24 300 | ↗29 976 | ↘26 000 | ↗26 010 | ↘23 054 | ↘22 639 | ↗22 900 | ↗23 000 | ↗23 600 |
| 1998    | 2001    | 2002    | 2003    | 2004    | 2005    | 2006    | 2007    | 2008    | 2009    |
| ↗23 900 | ↗24 000 | ↘21 537 | ↘21 500 | →21 500 | →21 500 | ↘21 400 | ↘21 200 | ↘20 900 | ↘20 768 |
| 2010    | 2011    | 2012    | 2013    | 2014    | 2015    | 2016    | 2017    | 2018    | 2019    |
| ↘20 173 | ↗20 200 | ↘19 937 | ↘19 687 | ↘19 468 | ↘19 353 | ↘19 320 | ↘19 222 | ↘19 032 | ↘18 768 |
| 2020    | 2021    |         |         |         |         |         |         |         |         |
| ↘18 581 | ↘17 274 |         |         |         |         |         |         |         |         |

На 1 января 2025 года по численности населения город находился на 728-м месте из 1124 городов Российской Федерации.

## Русская православная церковь
- Храм Александра Невского
- Храм Воскресения Христова

## Достопримечательности
- Квартира-музей Ф. П. Казанцева — изобретателя автоматического железнодорожного тормоза
- Краеведческий музей
- Архитектурный памятник — здание железнодорожного вокзала (1895)[28].
- Памятник героям Великой Отечественной войны
- Сквер павших воинов-интернационалистов (афганцев)